# Wespes
Ne doit pas être confondu avec Wespe.
Wespes est un hameau belge de la ville et commune de Fontaine-l'Évêque située dans la province de Hainaut.
Avant la fusion des communes de 1977, Wespes faisait partie de la commune de Leernes.

## Situation
Ce hameau se situe au sud du village de Leernes ainsi qu'au nord et à l'ouest de la vallée de la Sambre. Il est traversé par le ruisseau de Wespes appelé aussi la Pisselotte, affluent de la Sambre.

## Description
Le hameau s'articule autour de sa place centrale (place de Wespes) agrémentée d'un petit kiosque où aboutissent trois rues : la rue Haute, la rue Willy Van Assche et la rue Grand'Peine où naquit en 1780, Jean-François Deltenre, auteur du Bénédicité du Chaudeau.

## Patrimoine
Située au bord du ruisseau de Wespes, la ferme en carré de la Pisselotte a été construite à la fin du XVIIIe siècle et agrandie dans le courant du siècle suivant.
.

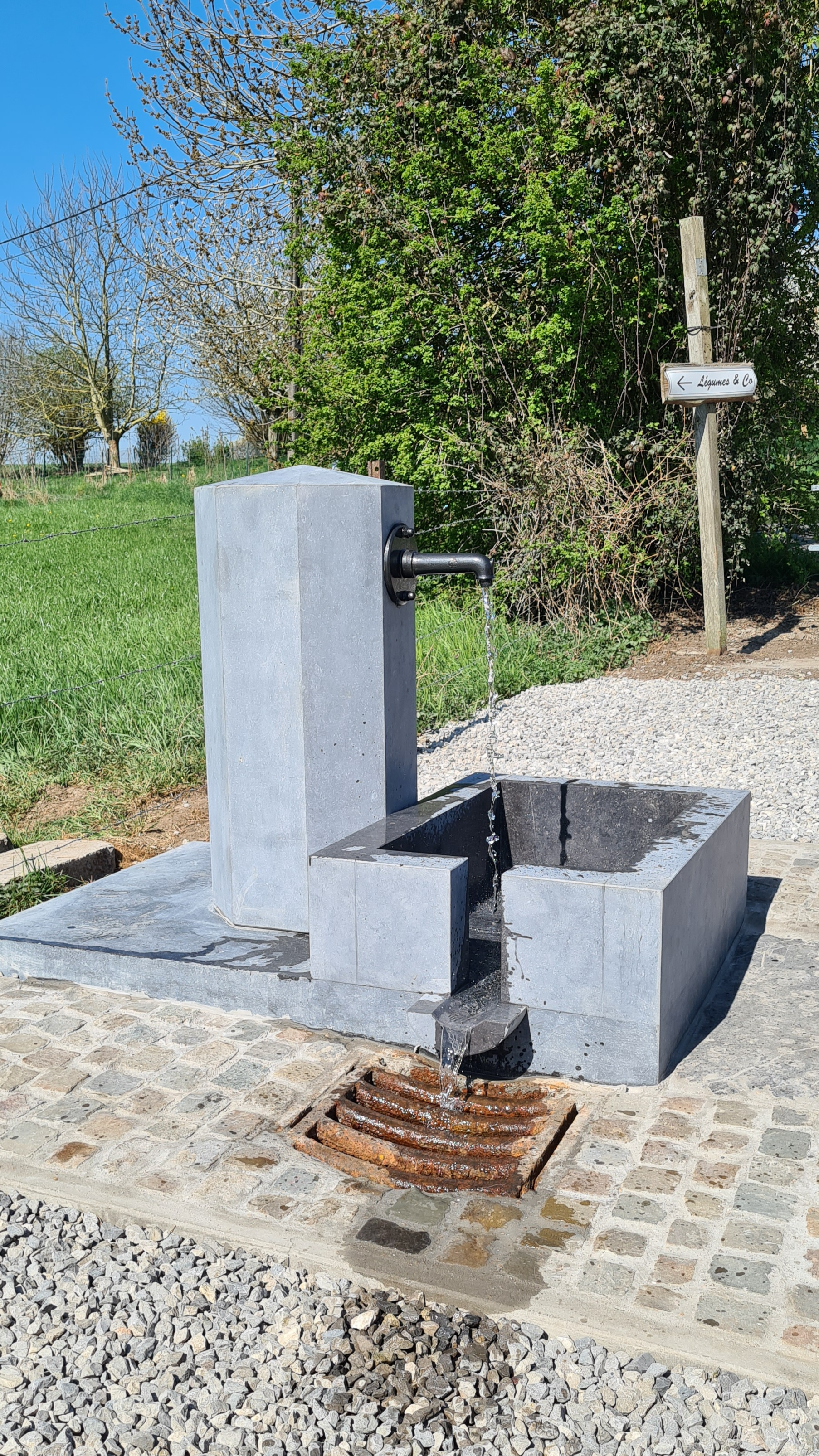
La Pisselotte, après sa rénovation en 2025

La borne-fontaine dite "La Pisselotte", construite en 1849 selon les plans du géomètre Tirou (de Gilly), est la dernière d'un réseau de trois fontaines semblables édifiées à l'époque. Elle trouve son origine au lieu-dit Grand Pachy, sur les hauteurs du hameau. Après avoir connu des fortunes diverses (bac en béton, puis arrondi en pavés), elle connut heureusement un retour à la pierre bleue au début des années 1990. Malheureusement, l'état du bac, démangé par l'écoulement de l'eau, nécessita une rénovation. Le comité de quartier de Wespes finança celle-ci avec le soutien d'un subside octroyé par l'AWAP. L'inauguration de la "nouvelle" Pisselotte eut lieu le 5 avril 2025 en présence des autorités communales. La Pisselotte est la dernière fontaine d'utilité publique sur le territoire de la ville de Fontaine-l'Evêque.

## Festivités
Le Chaudeau de Wespes se déroule le premier dimanche de juillet. Il est repris depuis 2014 parmi les chefs-d’œuvre du Patrimoine oral et immatériel de la Fédération Wallonie-Bruxelles.

## Sources et liens externes
- Le Chaudeau sur le site de la commune de Fontaine-l'Évêque